# Carbonato

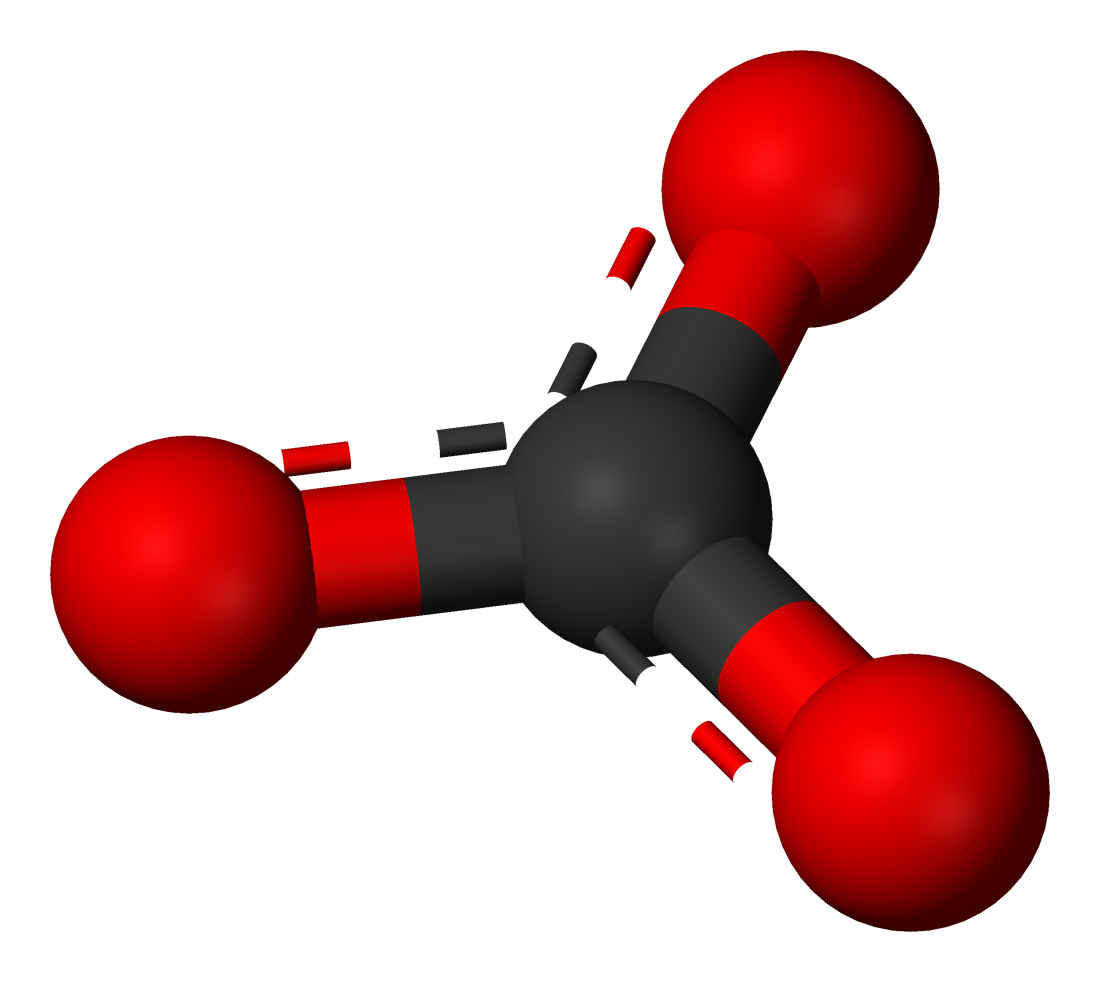
Representação gráfica do íon carbonato, CO_{3}^{2−}

Os carbonatos são sais inorgânicos ou seus respectivos minerais que apresentam na sua composição química o íon carbonato CO32−. O carbonato ser um ânion divalente, com geometria trigonal planar, tendo comprimento de ligações C-O de 128 pm e ângulo 120°. A carga (-2) é distribuída pelos 3 átomos de oxigênios que possuem carga parcial negativa. Essas características fazem com que a maior parte dos sais de carbonatos sejam pouco solúveis.
Uma solução aquosa de dióxido de carbono contém uma quantidade mínima de H2CO3, chamado ácido carbônico, que se dissocia formando íons hidrogênio (H+) e íons carbonato. O ácido carbônico seria um ácido relativamente forte se existisse na forma pura, porém o equilíbrio favorece o dióxido de carbono e, sob tais condições, são soluções razoavelmente fracas. O mesmo em solução de gotículas de água atmosférica que caracteriza o pH natural da água da chuva.
Além da formação do mesmo pela solução aquosa de dióxido de carbono, o mesmo pode ser formado pela solubilidade de fragmentos do solo que estão presentes em água ou na atmosfera em forma de material particulado.
Para a parte biológica, o carbonato está presente nos sistemas biológicos em forma de enzima. A enzima “anidrase carbônica” catalisa a conversão entre o dióxido de carbono e os íons carbonatos.
O termo carbonato é usado para referir-se a sais e a minerais que contém o íon. O mais comum é o calcário, ou carbonato de cálcio. O processo de remoção destes sais é denominado calcinação.
Os carbonatos são materiais comuns na Terra. Além dela, foi detectado na cratera Gusev em Marte pela Spirit em 9 de janeiro de 2004.

## Sais
Os sais de carbonato, são grupos de substâncias das quais são formados pela combinação de cátions bivalentes com o complexo aniônico (CO32-). Essa combinação é devida o carbonato ser um ânion divalente.
- carbonato de sódio
- carbonato de lítio
- carbonato de cálcio
- carbonato de magnésio
- carbonato de cobre
- carbonato de cobalto
- carbonato de bário
- carbonato de zinco
- carbonato de guanidina
- carbonato de silício

## Minerais
Dependendo do sistema cristalino que apresentam os carbonatos se dividem em dois grupos: ortorrômbicos e romboédricos.

### Carbonatos ortorrômbicos
Dentre os carbonatos anidros que se cristalizam no sistema ortorrômbico destacam-se:
- Aragonita: Carbonato de cálcio (CaCO3)
- Cerussita: Carbonato plumboso (PbCO3)
- Estroncianita: Carbonato de estrôncio (SrCO3)
- Witherita: Carbonato de bário (BaCO3)

### Carbonatos romboédricos
Dentre os carbonatos anidros que se cristalizam no sistema romboédrico ou trigonal destacam-se:
- Calcita: Carbonato de cálcio (CaCO3)
- Dolomita: Carbonato duplo de magnésio e cálcio (CaMg(CO3)2)
- Siderita: Carbonato ferroso (FeCO3)
- Rodocrosita: Carbonato manganoso (MnCO3)
- Smithsonita: Carbonato de zinco (ZnCO3)